# Atropa baetica
Atropa baetica är en potatisväxtart som beskrevs av Heinrich Moritz Willkomm. Atropa baetica ingår i släktet belladonnor, och familjen potatisväxter. Inga underarter finns listade i Catalogue of Life.

## Bildgalleri

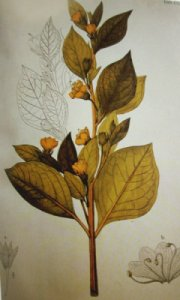
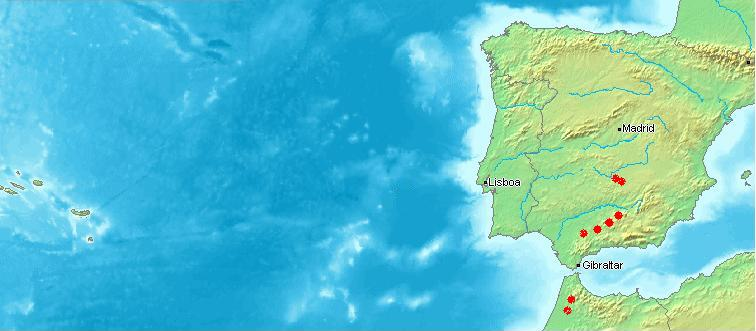